# Wileński Okręg Wojskowy
Wileński Okręg Wojskowy (ros. Виленский военный округ) – jeden z okręgów wojskowych Imperium Rosyjskiego.

## Utworzenia
Utworzony 6 lipca 1862 w ramach reform wojskowych Dmitrija Milutina. Zazwyczaj głównodowodzący wojskami okręgu był generał-gubernatorem litewskim (tj. wileńskim, kowieńskim i grodzieńskim), aż do 1 lipca 1912, kiedy zniesiono generał-gubernatorstwo litewskie.

## Charakterystyka

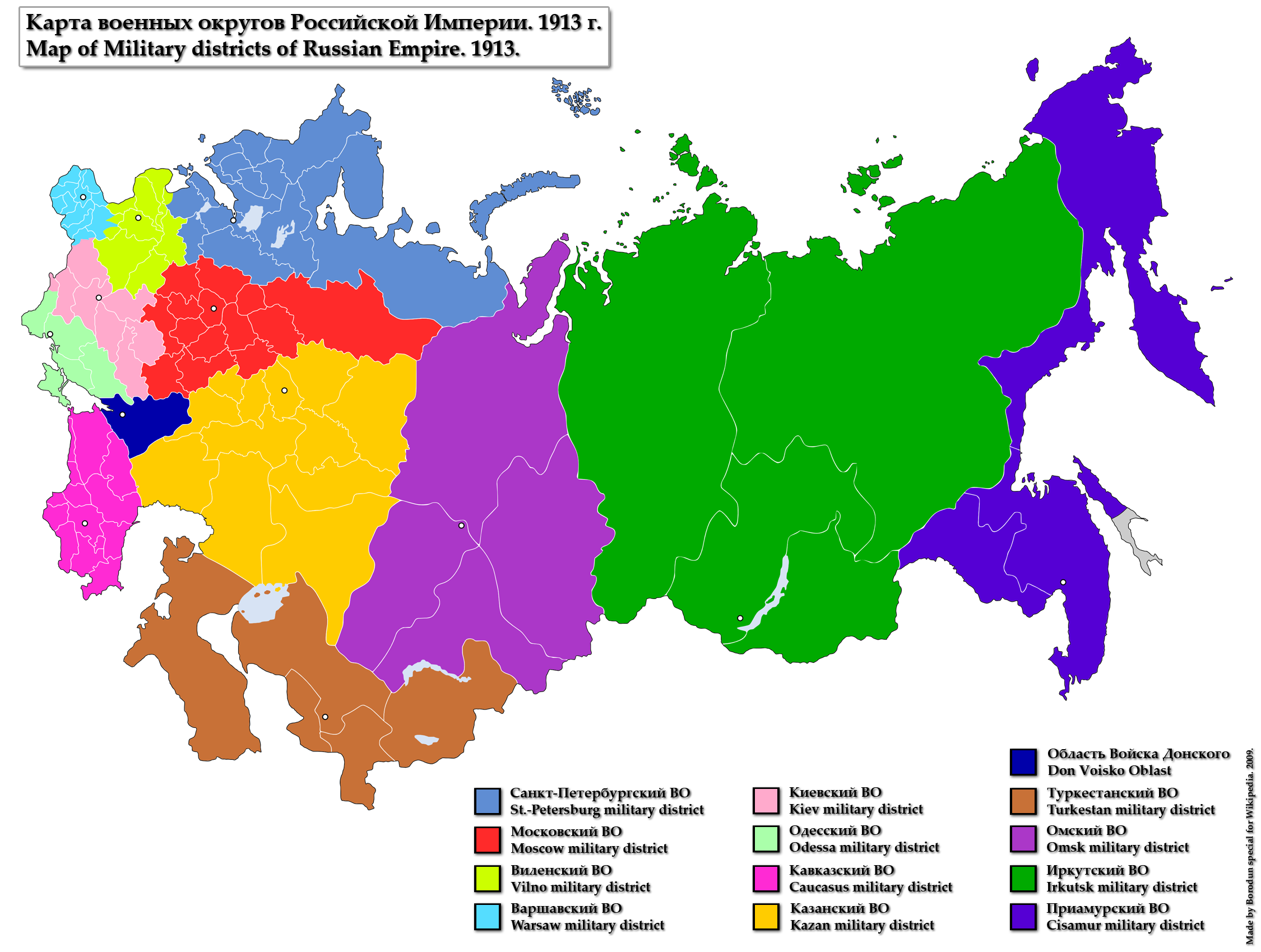
Mapa rosyjskich okręgów wojskowych w 1913 r. – kolorem jasnooliwkowym zaznaczono Wileński OW.

Wileński Okręg Wojskowy obejmował gubernie: kowieńską, wileńską, grodzieńską (od 1893 – twierdza brzeska, od 1907 – wszystkie powiaty (ujezdy) guberni, oprócz grodzieńskiego i słonimskiego), gubernię inflancką, kurlandzką (w l. 1862–1864, i po 1870), mińską, mohylewską, mińską, witebską (od 1910), bez powiatów lucyńskiego, newelskiego i siebieskiego, gubernię suwalską (od 1875) oraz powiat szczuczyński guberni łomżyńskiej.
Wileński Okręg Wojskowy obejmował obszar 44 499,43 km², zamieszkany przez 13 600 000 osób (gęstość zaludnienia 2279 osób na milę kwadratową). Okręg graniczył na lądzię z Prusami (od 1871 Cesarstwem Niemieckim) na długości 400,05 km, granica morska (wybrzeże Bałtyku) wynosiła 640,08 km. Ukształtowanie terenu na obszarze WOW umożliwiało manewrowanie dużymi armiami, ale utrudniały je bagniste rzeki, rozległe kompleksy leśne i podmokłe pojezierza. Przez terytorium okręgu przebiegały dwa duże szlaki komunikacyjne: Moskwa – Brześć (szosa warszawska, warszawsko-brzeska) i Petersburg – Kowno oraz Kolej Warszawsko-Petersburska.
Na jego terenie znajdowały się twierdze: Bobrujsk, Brześć, Dźwińsk, Kowno, Olita, Ust'-Dwinsk oraz Wileńska Szkoła Junkrów Piechoty (późniejsza Wileńska Szkoła Wojskowa).

## Skład (pocz. XX w.)
- 2 Korpus Armijny Imperium Rosyjskiego (Grodno)
- 3 Korpus Armijny Imperium Rosyjskiego (Wilno)
- 4 Korpus Armijny Imperium Rosyjskiego
- 20 Korpus Armijny Imperium Rosyjskiego (Ryga)

## Dowódcy wojskowi okręgu
- 6 lipca 1862 – 1 maja 1863 – generał adiutant, generał porucznik Władimir Nazimow (Владимир Иванович Назимов)
- maj 1863 – kwiecień 1865 – generał piechoty Michaił Murawiow (Михаил Николаевич Муравьёв)
- 17 kwietnia 1865 – październik 1866 – generał adiutant, generał inżynier Konstantin Kaufman (Константин Петрович фон Кауфман)
- 9 października 1866 – 2 marca 1868 – generał adiutant, generał porucznik Eduard Baranow (Эдуард Трофимович Баранов)
- 28 lutego 1868 – lipiec 1874 – generał adiutant, generał porucznik Aleksandr Potapow (Александр Львович Потапов)
- 22 lipca 1874 – 18 maja 1880 – generał porucznik (od 16 kwietnia 1878 generał kawalerii) Piotr Albiedynski (Пётр Павлович Альбединский)
- 18 maja 1880 – 19 czerwca 1884 – generał inżynier, generał adiutant Eduard Totleben (Эдуард Иванович Тотлебен)
- 23 września 1884 – 11 marca 1886 – generał porucznik (od 6 maja 1884 generał piechoty) Aleksandr Nikitin (Александр Павлович Никитин)
- 13 marca 1886 – 11 lutego 1895 – generał piechoty Nikołaj Ganecki (Николай Степанович Ганецкий)
- 1897–1901 generał adiutant, generał piechoty Witalij Trocki (Виталий Николаевич Троцкий)
- 1901–1902 – generał piechoty Aleksandr Gurczin (Александр Викентьевич Гурчин)
- 10 listopada 1902 – 11 września 1904 – generał piechoty Oskar-Ferdinand Gripenberg (Оскар-Фердинанд Казимирович Гриппенберг)
- 1904–1905 – generał piechoty Aleksandr Freze (Александр Александрович Фрезе)
- 1905 – 17 marca 1909 – generał porucznik Konstantin Krzywicki (Константин Фадеевич Кршивицкий)
- 17 marca 1909 – 17 października 1910 – generał adiutant, generał porucznik (od 17 października 1910 generał piechoty) Siergiej Gershelman (Сергей Константинович Гершельман)
- 23 listopada 1910 – 17 stycznia 1913 – generał porucznik (od 6 grudnia 1910 generał piechoty) Fiodor Martson (Фёдор Владимирович Мартсон)
- 20 stycznia 1913 – 19 lipca 1914 – generał adiutant, generał kawalerii Pawieł Rennenkampf (Павел Карлович фон Ренненкампф)

## Generał-gubernatorzy wileńscy, kowieńscy i grodzieńscy (1855-1912)
- 1855 – maj 1863 – generał adiutant, generał porucznik Władimir Nazimow (Владимир Иванович Назимов)
- maj 1863 – kwiecień 1865 – generał piechoty Michaił Murawiow (Михаил Николаевич Муравьёв)
- 17 kwietnia 1865 – październik 1866 – generał adiutant, generał inżynier Konstantin Kaufman (Константин Петрович фон Кауфман)
- 9 października 1866 – 2 marca 1868 – generał adiutant, generał porucznik Eduard Baranow (Эдуард Трофимович Баранов)
- 28 lutego 1868 – lipiec 1874 – generał adiutant, generał porucznik Aleksandr Potapow (Александр Львович Потапов)
- 22 lipca 1874 – 18 maja 1880 – generał porucznik (od 16 kwietnia 1878 generał kawalerii) Piotr Albiedynski (Пётр Павлович Альбединский)
- 1880–1884 – generał inżynier, generał adiutant Eduard Totleben (Эдуард Иванович Тотлебен)
- 1884–1893 – generał Iwan Kochanow (Иван Семенович Каханов)
- 1893–1897 – generał Piotr Orżewski (Пётр Васильевич Оржевский)
- 1897–1901 – generał adiutant, generał piechoty Witalij Trocki (Виталий Николаевич Троцкий)
- 1902–1904 – generał Piotr Swiatopołk-Mirski (Пётр Дмитриевич Святополк-Мирский)
- 1904–1905 – generał piechoty Aleksandr Aleksandrowicz Freze (Александр Александрович Фрезе)
- 1905 – 17 marca 1909 – generał porucznik Konstantin Krzywicki (Константин Фадеевич Кршивицкий)

## Rozformowanie okręgu
Wileński Okręg Wojskowy został rozwiązany w 1914 roku. Oddziały okręgu brały udział w formowaniu Dźwińskiego Okręgu Wojskowego (Двинский военный округ), tworzonego w związku z wybuchem I wojny światowej. W lipcu 1914 roku na bazie Wileńskiego OW utworzono 1 Armię.